# Getto w Błędowie
Getto w Błędowie – getto żydowskie utworzone przez Niemców w  Błędowie w 1940 roku.

## Opis
Przed 1 września 1939 roku w Błędowie zamieszkiwało 957 Żydów.
8 września 1939 roku wojska niemieckie zajęły miejscowość.
Władze okupacyjne wydały zarządzenie nakazujące wszystkim Żydom nosić opaski z gwiazdą Dawida, wprowadzono nakaz pracy na rzecz III Rzeszy. W listopadzie lub w grudniu 1939 roku utworzono Judenrat. Przewodniczącym został Yaakov Arbuz. Wyznaczono kontrybucję w wysokości 80 000 zł, która została zebrana głównie przez zamożniejszych członków wspólnoty żydowskiej. Według stanu na czerwiec 1940 roku w Błędowie mieszkało 1940 Żydów, w tym 1030 to uchodźcy z Łodzi, Aleksandrowa Łódzkiego, Zgierza i innych miast, które zostały włączone do Kraju Warty. Pod koniec 1940 roku hitlerowcy zorganizowali getto. Początkowo było otwarte.
21 stycznia 1941 roku kreishauptmann z Grójca, landrat Werner Zimmermann wydał rozkaz by wszyscy Żydzi zamieszkujący poza miejscowościami Błędów, Tarczyn, Mogielnica, Góra Kalwaria, Warka i Grójec mają się natychmiast przenieść do najbliższego z tych miast, do gett. Każdy Żyd który nie wykona tego polecenia zostanie zabity.
11 lutego 1941 roku wszyscy Żydzi z getta zostali przesiedleni go getta warszawskiego. Żydom kazano zebrać się na rynku a potem pognano ich 5 kilometrów do stacji kolejowej, gdzie wsadzono ich do pociągów do getta warszawskiego, gdzie podzielili los innych uwięzionych. Osoby starsze i niedołężne zostały przewiezione na stację w dniu wozami konnymi. 
Po wywózce Żydów, getto zostało zlikwidowane.